# Ordine de la Medhauia
L'Ordine de la Medhauia è stato un ordine cavalleresco del Marocco spagnolo.

## Storia
L'Ordine de la Medhauia venne creato nell'ambito del Marocco spagnolo da El Jalifa Mulay el Medhi Ben Ismael il quale riservò l'onorificenza per quanti si fossero distinti a favore dello Stato.
Tra gli insigniti furono Torcuato Luca de Tena, padre Abdón Pereda, fondatore del Collegio della Madonna del Pilastro di Tétouan, e Manuel Rico Avello, oltre al generale britannico Alexander Godley.
Dopo la dichiarazione d'indipendenza del Marocco nel 1956, l'ordine venne soppresso.

## Classi
L'ordine disponeva delle seguenti classi di benemerenza:
- Collare
- Cavaliere di gran croce
- Grand'ufficiale
- Commendatore
- Ufficiale
- Cavaliere
- Medaglia di bronzo

La classe del collare venne aggiunta il 10 maggio 1937 e riservata unicamente ai capi di Stato stranieri.
| Nastri             |           |           |              |                 |                         |         |
| Medaglia di bronzo | Cavaliere | Ufficiale | Commendatore | Grand'ufficiale | Cavaliere di gran croce | Collare |

## Insegne
La medaglia è costituita da una stella di Salomone a sei punte con ornamenti in oro all'interno; nella parte centrale della stella, sul diritto, si trova la figura di un sole nascente al naturale, mentre sul retro troneggia in oro l'iscrizione "Muley Medhi Ben Ismail glorificato da Dio".
La placca da grand'ufficiale riprendeva le medesime decorazioni della medaglia montate su una stella raggiante in argento.
La placca di gran croce riprendeva le medesime decorazioni della medaglia montate su una stella raggiante in oro.
Il nastro dell'ordine era verde con una piccola striscia bianca in centro.